# Stander
Stander é um filme sul-africano, do gênero drama, lançado em 2003. Nele, é contada a biografia de Captain André Stander, um policial Sul Africano que se tornou um assaltante de bancos, estrelado por Tom Jane.

## Aceitação
O filme foi recebido com críticas positivas. A revista de cinema Empire deu quatro estrelas ao filme. Nev Pierce da BBC também o deu quatro estrelas.

## Elenco
- Thomas Jane — Andre Stander
- Deborah Kara Unger — Bekkie Stander
- Ashley Taylor — Cor van Deventer
- David O'Hara — Allan Heyl
- Dexter Fletcher — Lee McCall

## Prêmios e indicações (2005)
- O filme foi indicado ao Genie Award por melhor direção.
- O filme foi indicado ao Golden Fleece Award.